# Хань Юэ
Хань Юэ́ (кит. упр. 韩悅, пиньинь Hán Yuè; род. 3 июня 1997 года) — китайская спортсменка, борец вольного стиля, призёрка чемпионатов мира и Азии.

## Биография
Родилась в 1997 году. В 2016 году выиграла первенство Азии среди юниоров, и завоевала серебряную медаль первенства мира среди юниоров. В 2017 году стала обладательницей бронзовой медали первенства Азии среди юниоров.
Выступая на взрослых чемпионатах, она уже в 2017 году завоевала бронзовую медаль чемпионата мира. В 2018 году стала чемпионкой Азии.